# (16036) Moroz
(16036) Moroz ist ein Asteroid des Hauptgürtels, der am 10. April 1999 durch das LONEOS-Projekt am Lowell-Observatorium entdeckt wurde.
Benannt wurde der Himmelskörper nach dem russischen Planetologen und Astronomen Wassili Iwanowitsch Moroz.